# HD109510
HD109510 — хімічно пекулярна зоря спектрального класу
A6 й має  видиму зоряну величину в смузі V приблизно  6,5.
Вона  розташована на відстані близько 2630,3 світлових років від Сонця.